# Amata plinius
Amata plinius är en fjärilsart som beskrevs av Hermann Stauder 1921. Amata plinius ingår i släktet Amata och familjen björnspinnare. Inga underarter finns listade i Catalogue of Life.